# Les Gets
Les Gets ([le ʒɛ]) sont une commune française située dans le département de la Haute-Savoie, en région Auvergne-Rhône-Alpes.
Elle a obtenu le label « commune touristique » en raison notamment de la présence d'une station de sports d'hiver, reliée au grand domaine des Portes du Soleil.

## Géographie
Le village se trouve au niveau du col des Gets, séparant la vallée d'Aulps au nord de celle de Taninges au sud.
Situé en moyenne montagne (1 200 m), dans le massif du Chablais, le village est très arrosé. Les précipitations venant de l'ouest sont en effet encore chargées de leur eau en arrivant dans le nord des Alpes puisqu'elles n'ont pas été arrêtées par le Massif central.

## Urbanisme

### Typologie
Au 1er janvier 2024, Les Gets sont catégorisés bourg rural, selon la nouvelle grille communale de densité à sept niveaux définie par l'Insee en 2022.
Ils sont situés hors unité urbaine et hors attraction des villes,.

### Occupation des sols
L'occupation des sols de la commune, telle qu'elle ressort de la base de données européenne d’occupation biophysique des sols Corine Land Cover (CLC), est marquée par l'importance des forêts et milieux semi-naturels (76,1 % en 2018), en augmentation par rapport à 1990 (75,2 %). La répartition détaillée en 2018 est la suivante : 
forêts (54,7 %), milieux à végétation arbustive et/ou herbacée (21,4 %), prairies (9,6 %), zones agricoles hétérogènes (6,5 %), zones urbanisées (5,7 %), espaces verts artificialisés, non agricoles (2,1 %).
L'IGN met par ailleurs à disposition un outil en ligne permettant de comparer l’évolution dans le temps de l’occupation des sols de la commune (ou de territoires à des échelles différentes). Plusieurs époques sont accessibles sous forme de cartes ou photos aériennes : la carte de Cassini (XVIIIe siècle), la carte d'état-major (1820-1866) et la période actuelle (1950 à aujourd'hui).

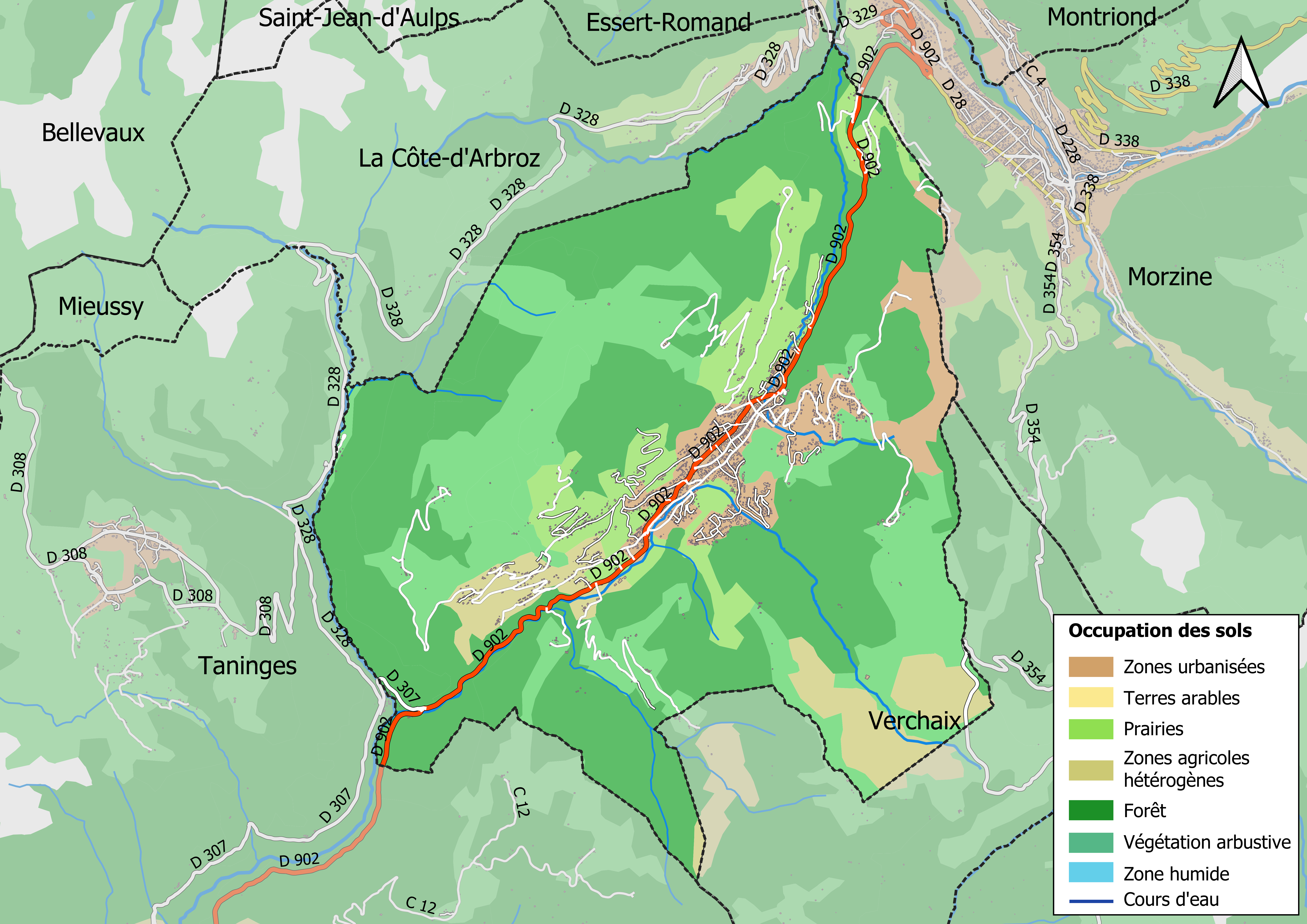
Carte des infrastructures et de l'occupation des sols en 2018 (CLC) de la commune.
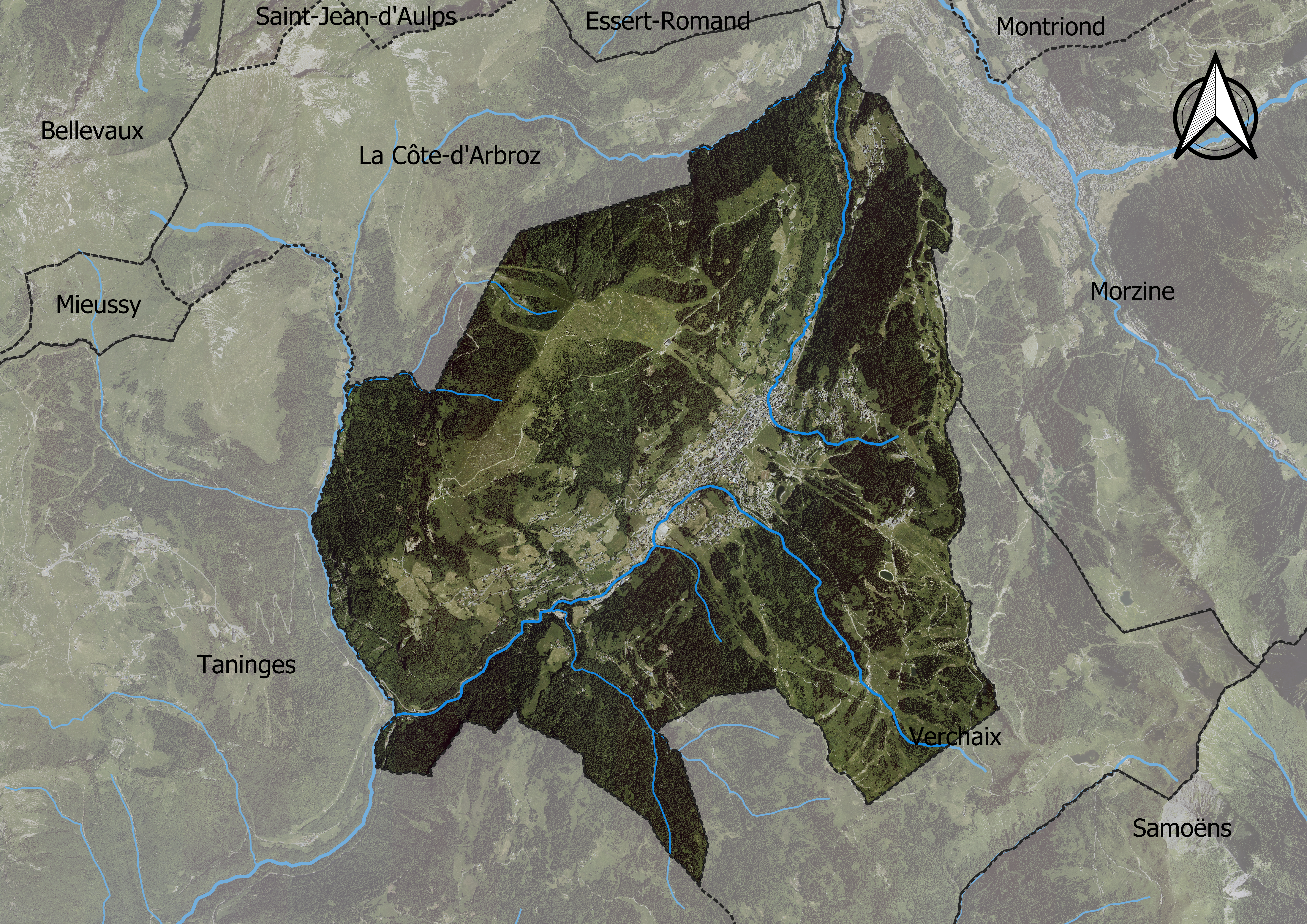
Carte orthophotogrammétrique de la commune.

## Toponymie
La première mention des Gets remonte à 1275 avec Giz. On trouve ensuite vers 1344 la forme Giez. Au XIVe siècle, d'après la monographie d'Hippolyte Tavernier, on trouve les formes Gez, Gietz, Gyets,. Les formes de l'article varient également Le ou Les Gets, Giet, Git.
Le toponyme qualifiant l'habitat et le milieu pastoral aménagé dérive probablement du bas latin, gistum qui désigne simplement un habitat pastoral ou un abri temporaire pour l'homme et les troupeaux en bonne saison, c'est-à-dire au sens ancien un gîte.
Mais il y a eu très tôt confusion avec l'activité de débardage hivernale qui consistait à jeter ou lancer des bois, c'est-à-dire gîter ou getter en ancien français, du haut des fortes pentes environnantes. Le mot « get(s) » désigne en francoprovençal un couloir par lequel on descend les bois coupés. D'où l'hypothèse d'une filiation pour qualifier les pentes environnantes et de manière générique la montagne avec l'activité de getee en ancien français que l'on peut traduire par « jet ; abattis, coupe ». Le professeur Charles Marteaux relève en 1918, que le verbe ancien français getter dérive du verbe classique jactāre qui a évolué en jettare, celui-ci donne plus tard en savoyard get désignant un « couloir pour la descente du bois en montagne », reprenant le sens donné par l'historien Hippolyte Tavernier, auteur d'une monographie sur les Gets (1886). Charles Marteaux considère qu'il s'agit de la même origine que pour la forme féminine du toponyme, La Giettaz.
Remarquons que les auteurs de Lieux en mémoire de l'alpe (1993) font une autre proposition exclusive, mais similaire à la première mentionnée, pour ce dernier toponyme, il désignerait « les espaces libres devant les chalets où l'on rassemble les troupeaux » qui se "jettent" ainsi à la pâture du giste.
Une autre tradition reposait sur un toponyme provenant de « l'établissement d'une colonie de juifs vers les XIIIe – XIVe siècle ».
La graphie de la commune s'écrit Lou Zhé selon la graphie de Conflans ou encore Los Jèts selon l'ORB.

## Histoire

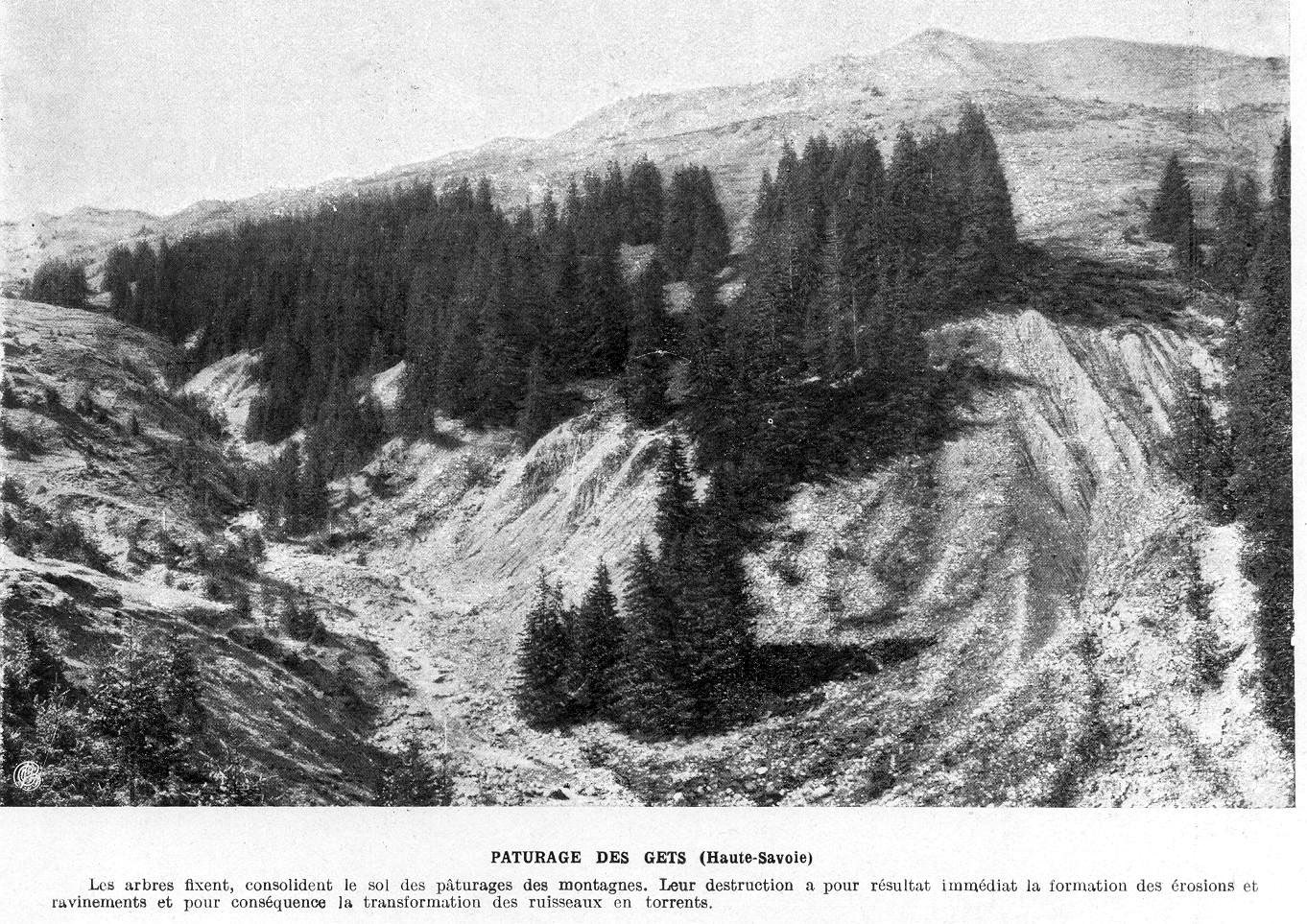
Pâturages des Gets tels qu'ils existaient au début du XXe siècle.

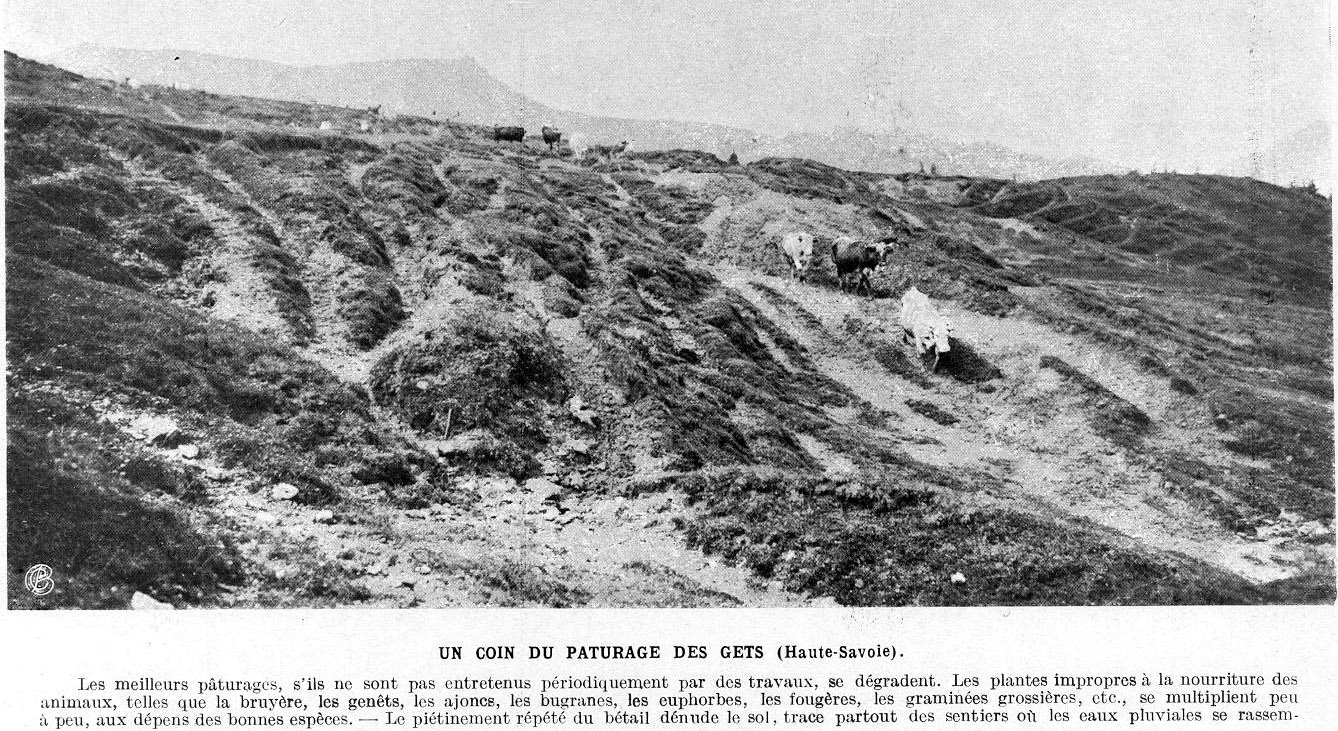
L'érosion des sols, début du XXe siècle.

La vallée de l'Arve semble habitée, dans sa partie nord, dès le Néolithique. Le site semble occupé avant le XIIe siècle. Maurice Bergoënd (1962) indique une première mention vers la fin du XIe siècle.

### Période médiévale
Dans une monographie sur la commune, Maurice Bergoënd (1962) rappelle que « D'aucuns affirment que les premiers habitants des Gets furent des juifs », l'historien et géographe Paul Guichonnet ajoutant qu'ils ont pu croire que le nom de « Les Gets » venaient de « Les Juifs ». Les deux auteurs précisent que cette légende est récente et qu'il ne repose sur aucun fait historique,.
La première mention remonte à la première moitié du XIIe siècle avec une donation au prieuré de Contamine-sur-Arve (avant 1128) ou encore une charte de l'abbaye d'Aulps (période 1135 et 1140). Parmi les confins cités, on cite la Crête qui domine les Gets. Entre 1135 et 1185, une autre charte du même fonds d'archives mentionne « la chapelle et le cimetière » des Gets dans le règlement d'un litige entre l'abbaye d'Aulps et le prieuré bénédictin de Contamines.
La principale activité des Gets est l'agro-pastoralisme ainsi que la valorisation du bois utilisé comme matériau de construction et combustible.

### Période contemporaine
En 1936, construction du téléski de la Boule avec des perches en bois et des guidons de vélos, les Gets deviennent une station de sports d'hiver et les premiers touristes arrivent dont beaucoup de genevois.
En 1947, elle est la première station en France à s'équiper d'un télésiège.

## Politique et administration

### Découpage territorial
Par arrêté préfectoral du 2 juin 2023, la commune est retirée de l'arrondissement de Bonneville et rattachée à l'arrondissement de Thonon-les-Bains.

### Liste des maires
| Période                                  | Période   | Identité        | Étiquette | Qualité |
| ---------------------------------------- | --------- | --------------- | --------- | ------- |
| avant 1995                               | ?         | Denis Bouchet   |           |         |
| mars 2001                                | mars 2008 | Alain Boulogne  | ...       | ...     |
| mars 2008                                |           | Henri Anthonioz | ...       | ...     |
| 6 décembre 2024                          | En cours  | Philippe Vinet  | ...       | ...     |
| Les données manquantes sont à compléter. |           |                 |           |         |

## Population et société
Les habitants des Gets sont appelés les Getois. La forme patoisante de ce gentilé est Lou Dédhé, pour les hommes, au féminin lé Dédhéte. Les habitants ont parfois été surnommés les juifs en lien avec la fuite des juifs de Florence, chassés au XVe siècle.

### Démographie
L'évolution du nombre d'habitants est connue à travers les recensements de la population effectués dans la commune depuis 1793. Pour les communes de moins de 10 000 habitants, une enquête de recensement portant sur toute la population est réalisée tous les cinq ans, les populations de référence des années intermédiaires étant quant à elles estimées par interpolation ou extrapolation. Pour la commune, le premier recensement exhaustif entrant dans le cadre du nouveau dispositif a été réalisé en 2004.

En 2022, la commune comptait 1 227 habitants, en évolution de −1,76 % par rapport à 2016 (Haute-Savoie : +6,01 %, France hors Mayotte : +2,11 %).
| 1793  | 1800  | 1806  | 1822  | 1838  | 1848  | 1858  | 1861  | 1866  |
| ----- | ----- | ----- | ----- | ----- | ----- | ----- | ----- | ----- |
| 1 158 | 1 507 | 1 333 | 1 344 | 1 545 | 1 564 | 1 214 | 1 280 | 1 262 |

| 1872  | 1876  | 1881  | 1886  | 1891  | 1896  | 1901  | 1906  | 1911  |
| ----- | ----- | ----- | ----- | ----- | ----- | ----- | ----- | ----- |
| 1 306 | 1 276 | 1 184 | 1 222 | 1 210 | 1 125 | 1 150 | 1 090 | 1 002 |

| 1921 | 1926 | 1931 | 1936 | 1946 | 1954 | 1962 | 1968 | 1975 |
| ---- | ---- | ---- | ---- | ---- | ---- | ---- | ---- | ---- |
| 908  | 853  | 828  | 819  | 747  | 765  | 831  | 857  | 986  |

| 1982  | 1990  | 1999  | 2004  | 2006  | 2009  | 2014  | 2019  | 2022  |
| ----- | ----- | ----- | ----- | ----- | ----- | ----- | ----- | ----- |
| 1 097 | 1 287 | 1 352 | 1 332 | 1 321 | 1 254 | 1 260 | 1 215 | 1 227 |

### Manifestations sportives
- Pass'Portes du Soleil : Randonnée à VTT qui accueille des milliers de participants[25].

Par le passé, la commune a accueilli en 2003 la 7e étape du Tour de France du centenaire passant par la côte des Gets, classé en 3e catégorie, juste avant de descendre vers Morzine. La côte fut franchie en tête par Richard Virenque lors de son échappée victorieuse. En 2023, la commune est pour la première fois ville de départ lors de la 15e étape du Tour de France 2023,.
En 2004 et 2022 s'y déroulent les Championnats Mondiaux de VTT puis les Championnats de France de VTT en 2012.
En 2014, la côte des Gets est grimpée lors de la 7e étape du critérium du Dauphiné, franchie en tête par Yury Trofimov. Lors de la même compétition en 2019, la côte des Gets, classée en 3e catégorie, est grimpée lors de la dernière étape, franchie en tête par Julian Alaphilippe.
De 2016 à 2018, la station a accueilli trois éditions du Crankworx,,.
La course de La Grande Odyssée y a établi plusieurs étapes, notamment en 2019 et en 2022.

### Manifestations culturelles et festivités
- Festival international de la musique mécanique : Événement bi-annuel chaque mois de juillet dont la 30éme édition a eu lieu en 2018[35],[36].

## Économie
- Immobilier : 6 877 €/m2, moyenne 2021[37].

### Tourisme
Les Gets sont l'une des 48 communes classées « commune touristique » du département. La station a obtenu plusieurs labels : « Famille Plus Montagne » ; « Stations villages de charme » ; « Stations grands domaines » ; « Village de charme »  et « Montagne douce », ainsi que. Elle fait partie également des stations françaises ayant le label Top of the French Alps (TOTFA).
En 2022, la capacité d'accueil de la commune, estimée par l'organisme Savoie Mont Blanc, est de 18 808 lits touristiques répartis dans 3 163 établissements. Les hébergements se répartissent comme suit : 489  meublés ; 6 résidences de tourisme ; 18 hôtels ; un établissement d'hôtellerie de plein air et 8 centres ou villages de vacances/auberges de jeunesse ; soit 522 hébergements marchands et 2641 hébergements non marchands.

## Culture locale et patrimoine

### Lieux et monuments
- L'église de la Nativité-de-Marie des Gets construite en 1895 dans le style néo-gothique par l'architecte Eugène Denarié à l'emplacement de la première église datant de 1406
- Château de Cuar, détruit en 1223 à la jonction des eaux d'Arbroz et des Gets[réf. nécessaire]
- Maison forte des Gets (attesté), premier "château des Gets" construit sur la butte des Clos (détruit fin XIXe siècle)[réf. nécessaire]
- Chapelle de Moudon, premier édifice religieux implanté sur la commune, construit avant l'an Mil[réf. nécessaire], dédié à saint Théodule. Reconstruite en 1651[réf. nécessaire]
- Chapelle Notre-Dame de Lourdes édifiée en 1871 dans le hameau des Mouilles dans l'espoir de la guérison du missionnaire-botaniste Jean-Marie Delavay, malade de la peste en Chine[réf. nécessaire]
- Ferme des plans située dans le hameau des Perrières. L'une des plus anciennes fermes du village encore en son état d'origine (1793)[réf. nécessaire][42]
- Ancienne école publiques des Perrières (1906-1979), transformée en atelier du musée de la musique mécanique[réf. nécessaire]
- L'orgue de l'église. Installé depuis sa restauration en 1994, cet instrument de musique mécanique, classé monument historique, est un orgue philharmonique automatique, unique en Europe, de 1 000 tuyaux (violons, flûtes, voix humaines, clarinettes, trompettes...) possédant un carillon et un métallophone.
- Chalet de villégiature des frères Martel situé sur le plateau des Chavannes, présenté à l'Exposition Internationale de Paris en 1937.[réf. nécessaire]
- Ancien presbytère dite "maison des sœurs" transformé en Musée de la musique mécanique en 1988[réf. nécessaire]
- Chêne (planté le 11 novembre 2000) situé à l'emplacement du "Vieux chêne" (alors âgé de 700 ans) de la famille des Bénévix[réf. nécessaire]
- Première maison consulaire des Gets, actuellement poste de gendarmerie[réf. nécessaire]

### Patrimoine culturel
- Le musée de la musique mécanique expose d'anciens instruments mécaniques de musique du XIXe siècle.
- L'exposition d'automates de la collection Roger et Gallet : des automates, réalisés chaque nouvelle année entre les années 1930 à 1950 et présentés dans les vitrines du faubourg Saint-Honoré puis exposés dans les vitrines des magasins des plus grandes capitales du monde. Après avoir été abandonnée pendant de longues années (à Mantes-la-Jolie et chez Sanofi), et grâce à l'effort de l'association de la musique mécanique, la collection entière, composée de 93 éléments, est présentée depuis 1994.

Des films ont été tournés sur le territoire de la commune. Ainsi, à titre d'exemple, on peut citer :
- Roger Vadim (1928-2000). Fin 1938, il a 10 ans lorsque son père décède à Morzine. En septembre 1939, sa mère, lui et sa sœur Hélène, s'installent en location dans une ferme du hameau des Folliets. Aux Gets, il fait la rencontre de son ami Yves Robert, le futur metteur en scène. Toute sa vie, il resta fidèle aux Gets où il tourna certains extérieurs de ses films Les Liaisons dangereuses, L'Amour fou et Hellé et où il venait avec Marie-Christine Barrault à la fruitère des Perrières. En 1992, il achète une ancienne ferme au Plan-Ferraz[43].
- Les films La Première Étoile et La deuxième Etoile réalisés par Lucien Jean-Baptiste sont tournés au Gets. En partie autobiographique, ils racontent avec tendresse la découverte de la neige par une famille antillaise.
- Les Edelweiss est un téléfilm français réalisé par Stéphane Kappes avec Claire Keim, Marie-Anne Chazel et Edouard Montoute. Une avant-première a été diffusée aux Gets avec la présence de Marie-Anne Chazel (14 décembre 2010).

### Espaces verts et fleurissement
En 2014, la commune obtient le niveau « trois fleurs » au concours des villes et villages fleuris.

### Personnalités liées à la commune
- Jean-Marie Delavay (1834-1895), missionnaire chrétien des Missions étrangères de Paris, botaniste et grand collecteur de plantes en Chine ;
- Jacques Martin (1802-1846), premier prêtre de la congrégation des Missionnaires de Saint François de Sales fondée en 1822 par Pierre-Marie Mermier. 
Il conduisit la toute première mission de cette congrégation à l’étranger et fonda en 1845 la mission de Visakhapatnam dans l'Andhra Pradesh sur le Golfe du Bengale, qu’il dirigea jusqu’à son décès le 5 mai 1846 à Yanaon. Jacques Martin a ouvert la voie de la venue en Inde au 19ème et 20ème siècle de nombreux religieux et religieuses originaires des Gets, dont François-Etienne Coppel, intronisé évêque de Nagpur en 1907. Pionnier de la prédication salésienne dans le sous-continent indien, des maisons pastorales, collèges et dispensaires portent le nom de Jacques Martin en Inde en 2024[45].
- Jean et Joël Martel, sculpteurs, décorateurs et architectes, co-créateurs, sous l'inspiration de Robert Mallet-Stevens, d'un chalet de bois revisitant les codes de l'architecture de montagne et présenté à l'Exposition Internationale de Paris de 1937. Chalet installé en 1938 au lieu-dit "La Mouille aux Blés" sur le plateau des Chavannes[46].
- Geneviève de Gaulle-Anthonioz, résistante, présidente d'ATD Quart Monde (de 1964 à 1998), rentrée au Panthéon en 2015. Elle est l'épouse de Bernard Anthonioz, fils d'un natif des Gets dénommé Charles[46].

Sportifs de renom de la station :
- Danielle Debernard, née en 1954, championne de ski ;
- Deborah Anthonioz, née en 1978, championne du monde de snowboard cross. Vice-championne olympique de Snowboard Cross aux JO de Vancouver 2010 ;
- Fabien Barel, né en 1980, champion cycliste ;
- Nicolas Anthonioz, né en 1981, champion de ski ;
- Adeline Baud-Mugnier, née en 1992, championne de ski.

### Héraldique
Les armes des Gets se blasonnent ainsi : D'azur au chevron d'or accompagné en chef de deux étoiles et en pointe d'un griffon, le tout du même.
Adopté en 1975. La commune a repris les armes de la famille de Bénevix, avec l'accord des descendants.[réf. nécessaire]